# Unni Menon
Unni Menon (n. en Guruvayur el 2 de diciembre de 1957) es una cantante de playback o reproducción de películas indio. Ha interpretado para más de 3000 canciones en lenguas indígenas del sur como Malayalam, Tamil, Telugu y Kannada.  En la primera parte de su carrera, pasó muchos años a dedicarse como cantante de playback. El punto de inflexión en su carrera llegó cuando interpretó un tema musical titulado "Pudhu Vellai Mazhai", que fue escrita y compuesta por Mani Ratnam en 199. Para el cine tamil, interpretío un tema musical para película "Roja", escrita y compuesta por AR Rahman. Frecuentemente se ha asociado con AR Rahman, para grabar y publicar 25 canciones en memorables de películas como Karuththamma (1994) y Minsaara Kanavu (1997).

## Biografía
Unni Menon nació el 2 de diciembre de 1957 en Guruvayoor, un templo de la ciudad del distrito de Thrissur de Kerala. Hijo de VKS Menon, un oficial de policía de Tamil Nadu, natural de Valanchery en Malappuram, distrito de Malathy. Realizó sus estudios en Guruvayoor y B.E.M. High School en Palakkad. Más adelante, asistió a una escuela del Gobierno de "Victoria College", también en Palakkad, donde se graduó con una licenciatura en Física. Unni Menon exhibió su gran talento y entusiasmo por la música desde la infancia, ganando numerosos premios en concursos a lo largo de sus estudios y vida universitaria. 

## Carrera
Unni Menon inició su carrera como cantante de playback para el cine Malayalam. Kunjunni, un violinista de música Ilaiyaraaja, se lo presentó a BA Chidambaranath, un director musical. Unni empezó a iniciarse como cantante profesional entre los años 1981-82. Su canción  "Amudhum theNum" nunca fue lanzado, pero con "Pon maane kobam eno" se convirtió en un cantante reconocido en 1984. También era cantante pista y después de escuchar sus canciones para la película, "Kadathu", KJ Yesudas le preguntó al director de música, Shyam, para que trabajara con él. Después del gran éxito de temas musicales como Kadathu ("Olangal Thullumbol Thaalam", "Punnaare Poonthinkale", etc), Unni se convirtió también en un cantante regular para el director musical, Shyam. Shyam le había dado un buen número de temas mussicales que han sido éxitos como "Maanathe Hoori Pole" (Ee Naadu), "Valakilukkam Valakilukkam Oru" (Munnettam), "Kaayampoo Korthu Tharum" (Aarorumariyaathe) y "Thozhuthu Madangum Sandhyayumetho" (Aksharangal). Varias de sus canciones cantadas por él, por el momento han sido acreditadas para otros famosos cantantes, principalmente como Yesudas. Después del descenso de Shyam,  desde el campo de la música cinematográfica, Unni interpreta tema musicales para el cine malayalam, contratado priinciplamnete por la producción "film musicdom". Durante ese período, sus álbumes de éxito privado, trabajó con famosos compositotes como Raagageethi y Lahari Raaga, también lo hizo con un cantante de playback contemporánea, Ashalatha.

## Premios
Tamil Nadu State Film Awards:
- 2002 – Best Male Playback Singer – Varushamellam Vasantham (Song: Enge Antha Vennila) and Unnai Ninaithu (Songs: Ennai thalatum and Yaarindha Devathai)
- 1996 – Best Male Playback Singer – Minsara Kanavu (Song: Ooh lalala)[1]

Film Guidance Society of Kerala Film Awards:
- 2011  – Best Male Playback Singer – Beautiful (Song: Mazhaneer Thullikal)

## Filmografía imparcial
- Beautiful (2011)
- Oru Kalluriyin Kathai (2005)
- Sthithi (2003)
- Kangalal Kaithu Sei (2003)
- Mullavalliyum Thenmavum (2003)
- Enakku 20 Unakku 18 (2003) (in Tamil and Telugu)
- Bala (2003)
- Unnai Ninaithu (2002)
- Star (2001)
- Jodi (2001)
- Rhythm (2000) (in Tamil and Telugu)
- Kadhalar Dhinam (1999)
- Varushamellam Vasantham (1999)
  - aka Lover's Day (India: Telugu title: remake or dubbed version)
- Uyire (1998)
- Minsaara Kanavu (1997)
  - aka Merupu Kalalu (India: Telugu title: dubbed version)
  - aka Minsara Kanavu (India: Tamil title: alternative transliteration)
- Mr. Romeo (1996)
- Tom & Jerry (1995)
- Karuththamma'(1994) (In Tamil and Telugu)
- Puthupatty Ponnuthayee'(1994) (Tamil)
- Thiruda Thiruda (1993) (in Tamil and Telugu)
- Pudhiya Mugam (1993)
- Roja (1992)
  - aka Roja (India: Malayalam title) (India: Telugu title: dubbed version)
  - aka The Rose (International: English title)
- Mimics Parade (1991)
- Akkareakkareakkare (1990)
  - aka Akkare Akkare Akkare (India: Malayalam title: alternative transliteration)
- Naaduvazhikal (1989)
- Ramo Speaking (1989)
- Sruthi (1987)
- Gandhinagar 2nd Street(1987)
- Vazhiyorakkazhchakal (1987)
- Nyayavidhi (1986)
- Sneulla Simham (1986)
- Kshamichu Ennoru Vakku (1986)
- Ithile Iniyum Varu (1986)
- Rajavinte Makan (1986)
- Kandu Kandarinju (1985)
- Ee Lokam Ivide Kure Manushyar (1985)
- Oru Nokku Kanan (1985)
- Adhyayam Onnu Muthal (1985)
- Boeing Boeing (1985)
- Vellarikka Pattanam (1985)
- Aarorumariyathe (1984)
- Koottinli (1984)
- Aksharangal(1983)
- Belt Mathai (1983)
- Bhookambam (1983)
- Iniyenkilum (1983)
- Munnettam (1982)
- John Jaffer Janardhanan (1982)
- Palangal (1981)
- Ee Naadu (1981)
- Kadathu (1981)

## Álbum de temas musicales en Malayalam
- Pranayamarmaram – 2009.